# Heigenbrücken
Heigenbrücken ist eine Gemeinde im unterfränkischen Landkreis Aschaffenburg und der Sitz der Verwaltungsgemeinschaft Heigenbrücken.

## Geografie

Detaillierter Ortsplan von Heigenbrücken

Gemeindeteile von Heigenbrücken

### Geografische Lage
Die Gemeinde liegt in der Region Bayerischer Untermain inmitten des Spessarts. Der topographisch höchste Punkt der Gemeinde befindet sich an der Steigkoppe mit 493 m ü. NHN (Lage), der niedrigste liegt am Lohrbach südöstlich von Heigenbrücken auf 248 m ü. NHN (Lage).
Das Dorf Heigenbrücken liegt im Tal des Lohrbachs zwischen Jakobsthal und Neuhütten. Der höchste Punkt der Dorfgemarkung befindet sich am Hang des Schwarzkopfes auf 424 m ü. NHN, der niedrigste entspricht dem der gesamten Gemeinde. Durch Heigenbrücken führt der Kahltal-Spessart-Radweg, sowie der Spessartweg 3.

### Geologie

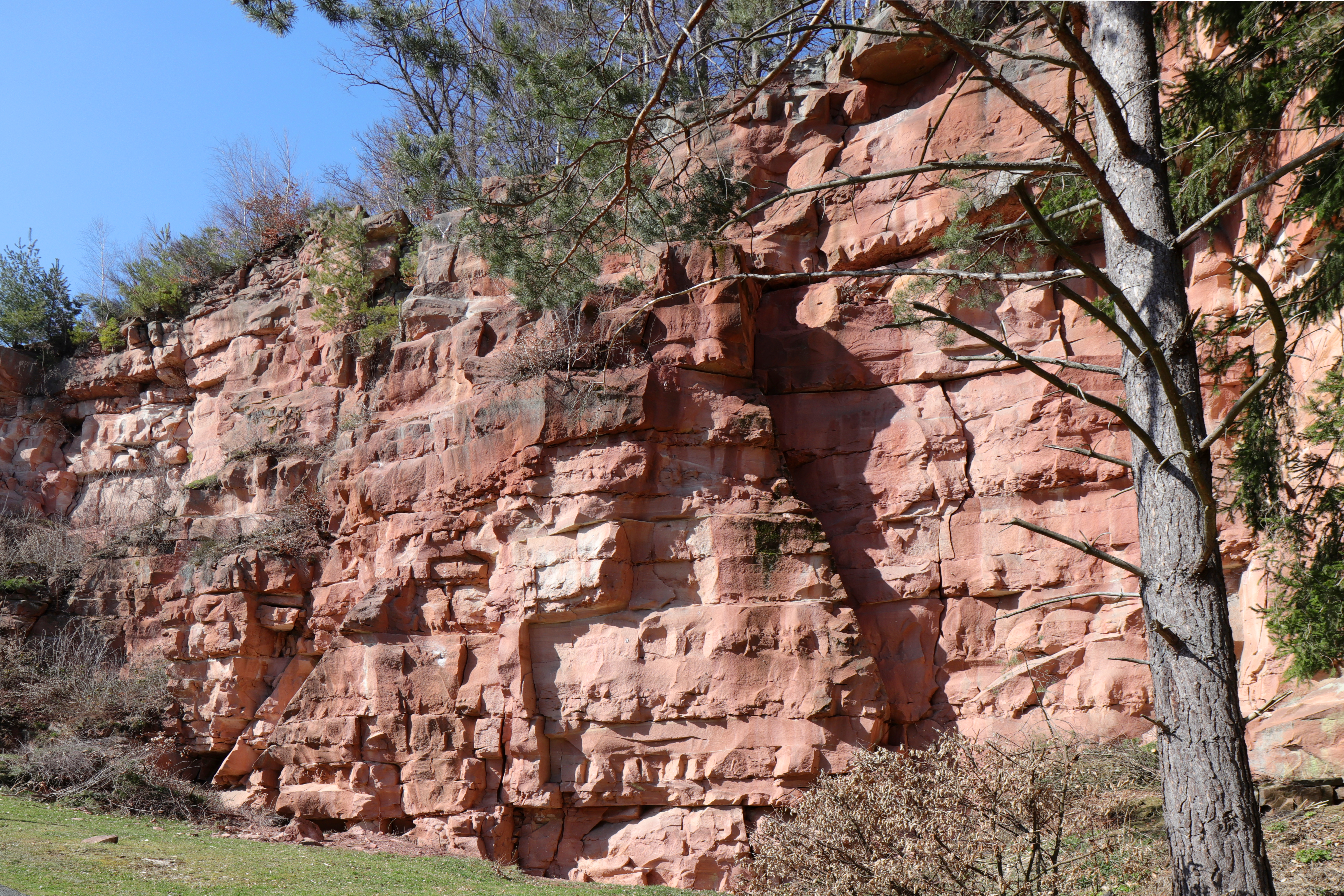
Heigenbrückener Sandstein

Geologisch prägt die Landschaft ein Unterer Buntsandstein, den 1894 Wilhelm von Grümbel nach seinem Fundort als Heigenbrückener Sandstein bezeichnete. Im 19. Jahrhundert wurde der feinkörnige weiße Sandstein als Baumaterial abgebaut. Aufgelassene Steinbrüche befinden sich nördlich der Gemeinde (Geotop 671A011) sowie südlich an der Staatsstraße 2317 am Pollasch-Denkmal (Geotop 671A030).

### Gemeindegliederung
Es gibt zwei Gemeindeteile (in Klammern ist der Siedlungstyp angegeben):
- Heigenbrücken (Pfarrdorf), mit (2023) 2115 Einwohner[6]
- Jakobsthal (Kirchdorf), mit (2023) 282 Einwohner[6]

### Nachbargemeinden
| Heinrichsthaler Forst (Gemeindefreies Gebiet) | Gemeinde Heinrichsthal                         | Heinrichsthaler Forst (Gemeindefreies Gebiet) |
| Sailaufer Forst (Gemeindefreies Gebiet)       | Kompassrose, die auf Nachbargemeinden zeigt    | Gemeinde Neuhütten                            |
|                                               | Forst Hain im Spessart (Gemeindefreies Gebiet) |                                               |

## Name

### Etymologie
Der ursprüngliche Name Heygerbruck geht auf die mittelhochdeutschen Wörter Heiger, das Reiher bedeutet, und brücke zurück. Als Erklärung ergibt sich Brücke, an der sich Reiher aufhalten. Eine Verbindung mit bruch, das Sumpf bedeutet, kann durch die Schreibweise im 16. Jahrhundert …zur Heygerbrucken wohl ausgeschlossen werden.

### Frühere Schreibweisen
Frühere Schreibweisen des Ortes aus diversen historischen Karten und Urkunden:
- 1477 Heygerbruck
- 1518 Haigersbrücken
- 1526 Heygerbrucken
- 1551 Heyger Brucken
- 1633 Haigenbrücken
- 1819 Heigenbrücken

## Geschichte

### Bis zur Gemeindegründung
Die erste urkundliche Erwähnung als Heygerbruch erfolgte im Jahr 1477. Als ein Teil des Erzstiftes Mainz fiel Heigenbrücken bei der Säkularisation an das neugebildete Fürstentum Aschaffenburg, mit welchem es 1814 (jetzt ein Departement des Großherzogtums Frankfurt) zu Bayern kam. Im Zuge der Verwaltungsreformen in Bayern entstand mit dem Gemeindeedikt von 1818 die Gemeinde Heigenbrücken.

### Verwaltungsgeschichte
Als Teil des Erzstifts Mainz fiel Heigenbrücken in der Säkularisation 1803 an das neugebildete Fürstentum Aschaffenburg des Fürstprimas Carl von Dalberg. Danach lag Heigenbrücken in der Districtsmairie Rothenbuch des Departements Aschaffenburg im Großherzogtums Frankfurt. 1812 hatte es 92 Feuerstellen und 521 Seelen (Einwohner). Maire war Heinrich Bachmann, sein Adjunct hieß Sebastian März. Schullehrer war Michael Fleischer. Infolge der Verträge von Paris kam Heigenbrücken 1814 zu Bayern und gehörte zunächst zu dem am 1. Oktober 1814 gegründeten Landgericht zweiter Klasse Rothenbuch. Die heutige Gemeinde entstand im Zuge der Verwaltungsreformen in Bayern mit dem Gemeindeedikt von 1818.
Am 1. Juli 1862 wurde durch Zusammenschluss der Landgerichte Rothenbuch und Aschaffenburg das Bezirksamt Aschaffenburg gebildet, auf dessen Verwaltungsgebiet Heigenbrücken lag. Im Jahre 1939 wurde wie überall im Deutschen Reich die Bezeichnung Landkreis eingeführt. Heigenbrücken war nun eine der 33 Gemeinden im Altkreis Aschaffenburg. Dieser schloss sich am 1. Juli 1972 mit dem Landkreis Alzenau in Unterfranken zum neuen Landkreis Aschaffenburg zusammen.

### Eingemeindungen
Am 1. Juli 1972 wurde Jakobsthal eingemeindet.

### Religionen (Haupt- u. Nebenwohnsitz)
| Religion    | Anzahl |
| ----------- | ------ |
| katholisch  | 1302   |
| evangelisch | 153    |
| sonstige    | 313    |

(Stand: 15. Mai 2022)

### Einwohnerentwicklung
| Jahr      | 1812 | 1970 | 1987 | 1991 | 1995 | 2000 | 2005 | 2010 | 2015 | 2020 |
| --------- | ---- | ---- | ---- | ---- | ---- | ---- | ---- | ---- | ---- | ---- |
| Einwohner | 521  | 2330 | 2332 | 2544 | 2518 | 2499 | 2298 | 2243 | 2277 | 2276 |

Im Zeitraum 1988 bis 2018 sank die Einwohnerzahl von 2343 auf 2294 um 49 Einwohner bzw. um 2,1 %. 1996 hatte die Gemeinde 2551 Einwohner.
Quelle: BayLfStat

## Politik
- SPD: 6
- ABV: 4
- CSU: 4

### Gemeinderat
Der Gemeinderat hat 14 Mitglieder. Weiteres Mitglied und Vorsitzender des Gemeinderates ist der Erste Bürgermeister. Bei der Kommunalwahl vom 15. März 2020 haben von den 1.804 stimmberechtigten Einwohnern in der Gemeinde Heigenbrücken 1.342 von ihrem Wahlrecht Gebrauch gemacht, womit die Wahlbeteiligung bei 74,39 % lag.

### Bürgermeister
Bei der Kommunalwahl vom 15. März 2020 wurde Jochen Drechsler (ABV) mit 51,55 % der Stimmen gewählt. Sein Vorgänger war Werner Englert (SPD), im Amt von Mai 2002 bis April 2020.

### Wappen
| Wappen von Heigenbrücken | Blasonierung: „Über einem grünen Einberg, darin ein silbernes gemauertes, silbern gefasstes und schwarzgefugtes Tunnelportal mit schwarzem Tunneleingang, in Silber ein roter Kutterolf mit geradem Hals, beseitet von je einem grünen Eichenblatt.“ |
| Wappen von Heigenbrücken | Wappenbegründung: Der Schwarzkopftunnel, der beim Bau der Main-Spessart-Bahn als eine besondere technische Leistung galt und das Wahrzeichen der Gemeinde ist, wurde in das Wappen aufgenommen. Das Bauwerk wurde 2017 jedoch durch eine alternative Linienführung ersetzt und ist nicht mehr befahrbar, siehe Spessartrampe#Inbetriebnahme Neubau/Außerbetriebnahme Altbau. Auf die geografische Lage des Ortes im eichenreichen Spessart weisen die beiden grünen Eichenblätter im Wappen hin. Bei dem sogenannten Kutterolf oder Gluckerflasche handelt es sich um ein gläsernes Trinkgefäß, das bis ins 19. Jahrhundert in Gebrauch war und für die früher bedeutende Glasindustrie in der Gemeinde steht. Aus dem Wappen des Kurfürstentums Mainz sind die restlichen Wappenfarben Silber und Rot übernommen. Dieses Wappen wird seit 1977 geführt. |

## Kultur und Sehenswürdigkeiten

### Kirchen
- Heigenbrücken gehörte im Mittelalter zur Pfarrei Wiesthal und wurde erst 1916 eine selbstständige katholische Pfarrei. Einen Kirchen-Erstbau (St. Wendelinus) erhielt die Gemeinde indes bereits 1730, gefolgt von einem eigenen Friedhof 1821. Die baufällige barocke Kirche wurde 1892–1893 durch einen neogotischen Neubau ersetzt, der 1935 um ein Querschiff erweitert wurde. Innere Umgestaltungen und Restaurierungen erfolgten 1954, 1972, 1998 und 2001. Kernstück der Ausstattung ist ein Marienaltar aus der Entstehungszeit der Kirche, flankiert von Skulpturen der Gottesmutter Maria und des Heiligen Wendelinus. Ein neues Chorbogenkruzifix (in neoromanischer Fassung) von dem Ehepaar Warrings (Bischofsheim/Rhön) stammt von 2003.
- Die evangelische Gemeinde erhielt erst 1969 mit der Dietrich-Bonhoeffer-Kirche ein eigenes Kirchengebäude. Dieses wurde im Winter 2001/2002 innen renoviert und umgestaltet. Das Altargemälde und die Entwürfe zu den Fensterbildern schuf die Laufacher Künstlerin Cordula Stein.

### Profanbauten

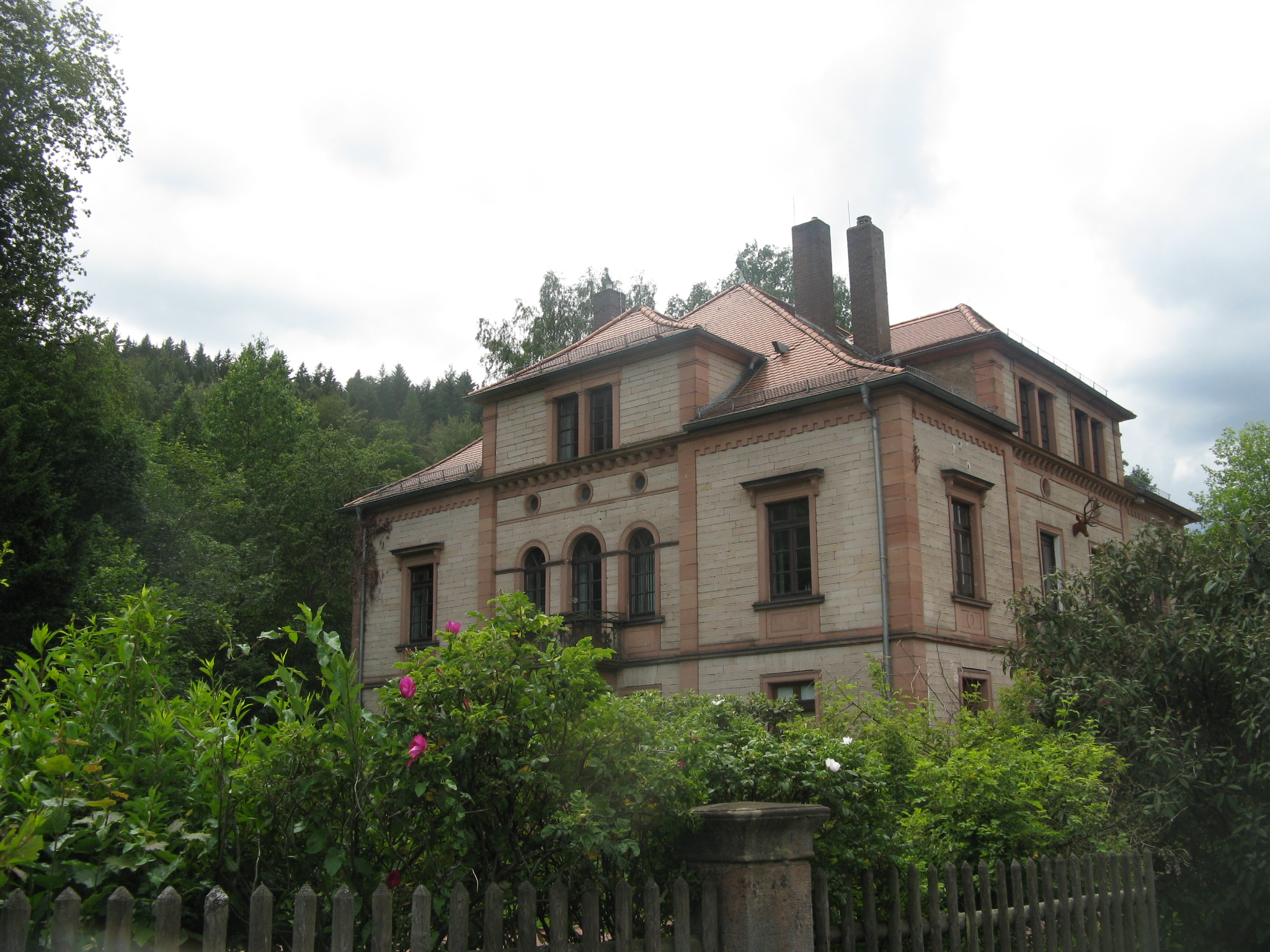
Villa Daniel Heiter (1854)

- In der heterogenen Bausubstanz von Heigenbrücken fallen zwei Fachwerkbauten auf; das ältere mit Giebel und verzierten Kraghölzern (Hauptstraße 8, 16./17. Jahrhundert) beherbergt heute ein Café; das jüngere (Jägerstraße 5, um 1800) ist in Privatbesitz.
- In der Lindenallee gibt es zwei von dem Steinbruchbesitzer und Bauunternehmer Daniel Heiter Mitte des 19. Jahrhunderts konzipierte Villenbauten im spätklassizistischen Stil. Die Villa mit Park neben dem Tunneleingang (Lindenallee 31) errichtete er 1854 für sich selbst; nach seinem Tod verkaufte die Witwe das Gebäude an die bayerische Forstverwaltung. Das Forstamt Heigenbrücken (bzw. seit der Verwaltungsreform 2005 der Forst- und Ausbildungsbetrieb der Bayerische Staatsforsten AöR) hat seinen Sitz in diesem Gebäude. Eine zweite Villa mit Park am Lohrbach auf der gegenüberliegenden Straßenseite plante Daniel Heiter 1884 als Freizeitdomizil für den Kaufmann Rudolf Marburg. Diese Villa Marburg wurde in den Jahren 2002 bis 2007 von Werner Wenzel zu einem Vier-Sterne-Tagungs- und Wellnesshotel umgebaut.
- Das ehemalige Bahnhofsgebäude stammt ebenfalls aus der Mitte des 19. Jahrhunderts (s. u.)

### Gedenksteine

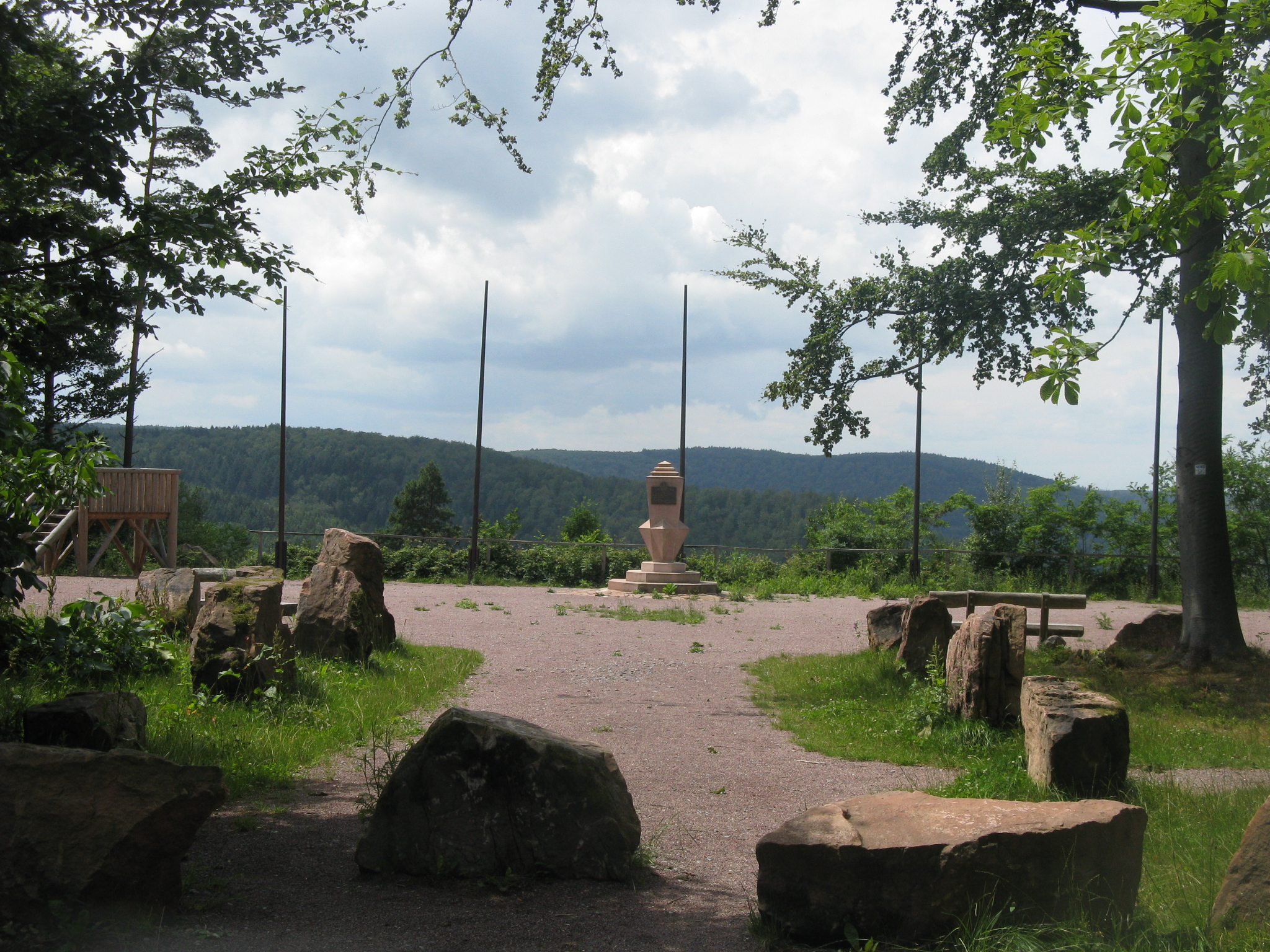
Ehrenmal auf dem Pollasch (1927)

- Auf dem Pollasch steht ein Ehrenmal des Vereins der Hochspessartfreunde Rothenbuch e. V.Frankfurt am Main für die 140 im Ersten Weltkrieg gefallenen Mitglieder. Der Heigenbrückener Steinmetz Georg Lippert gestaltete es 1927 aus lokalem Buntsandstein. 2009 wurde die Aussichtsplattform am Pollasch in der Weise neu gestaltet, dass die nach dem Oberförster Christian Wodianka benannte Schutzhütte (1934) von der gegenüberliegenden Straßenseite der St 2317 auf die Denkmalsseite versetzt wurde, damit sie wie früher, als diese Straße noch ein Wanderweg war, als Ensemble mit dem Denkmal und mit dem Aussichtspunkt empfunden werden sollte. Die Aussicht reicht weit in das Laufachtal hinein über den namensgebenden Ort hinweg.
- Am Parkplatz Hirschhörner unterhalb dieses Aussichtspunktes gibt es einen unklaren Gedenkstein aus der Zeit des Ersten Koalitionskrieges, das Sternheimer Kreuz (verwitterte – grammatisch nicht korrekte – Inschrift 1980 erneuert): 1796 hat an dieser Stelle der kurmainzische Oberförster Heinrich Sternheimer in Heigenbrücken und seinem treuen Helfer Jakob vier Franzosen und einen Offizier erschossen, welcher mit seiner Abteilung das ganze Dorf ausgeplündert hatten und ihnen ihre Beute aus dem Marsche nach Aschaffenburg abjagte. Der Vorfall ist lokalhistorisch nicht belegt.
- Einen privaten Gedenkstein zusammen mit einer Buntsandstein-Skulpturengruppe Christus am Ölberg ließ Theo Kunkel auf seinem Grundstück am Nordhang des Pollasch errichten (am Gründonnerstag 2007 eingesegnet und beabsichtigt als Besinnungsort für Wanderer und Ortsbewohner).

## Wirtschaft und Infrastruktur

### Geschichte: Glasmacherei

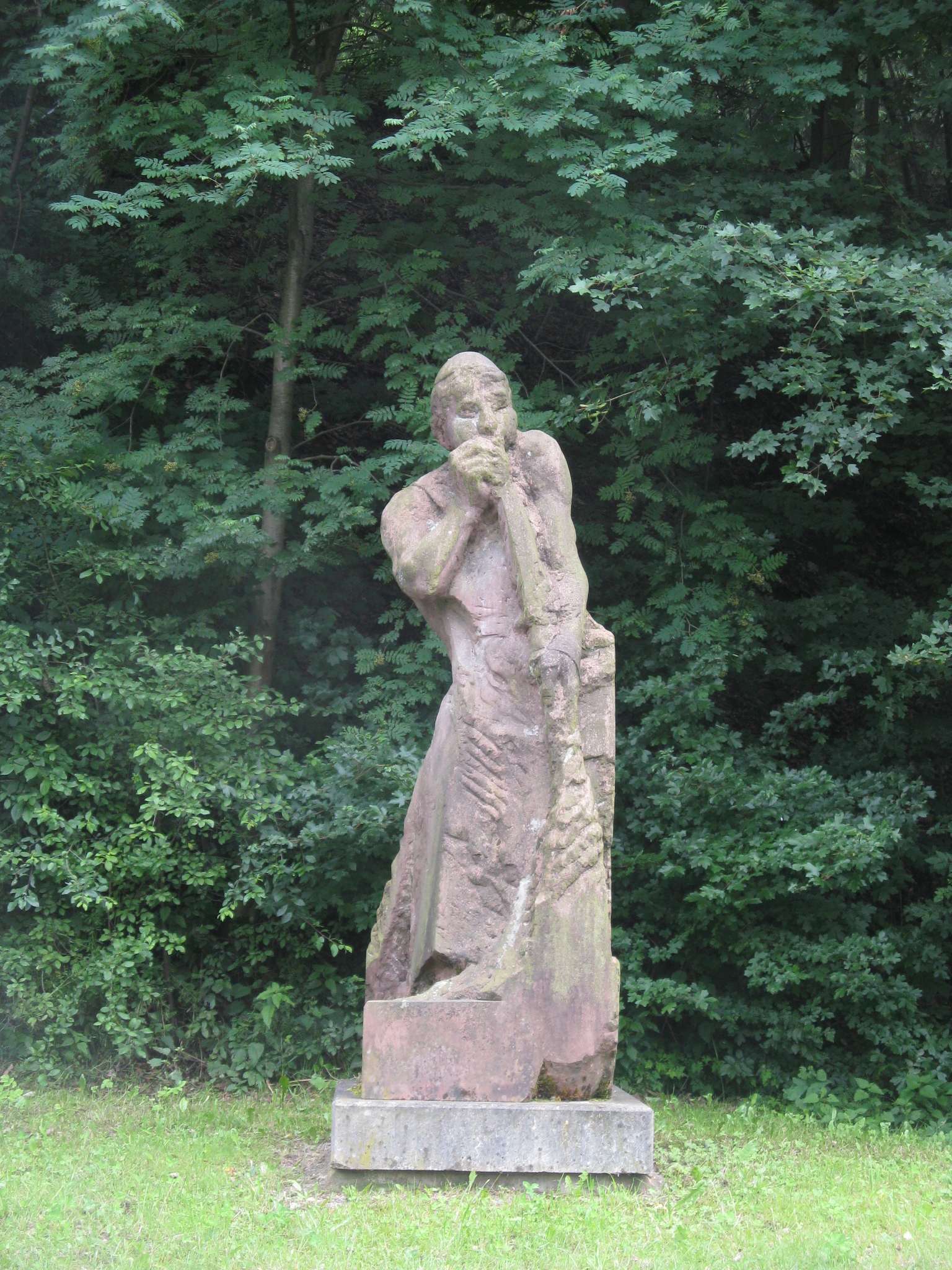
Glasbläser-Skulptur

Im Mittelalter – spätestens im 15. Jahrhundert – und der frühen Neuzeit lag Heigenbrücken im Zentrum der Glasmacherei im Spessart. Im Bächlesgrund südlich des Ortes, wo zwei Glashütten nachgewiesen sind, wurde zur Glasherstellung – wie üblich – Quarzsand verwendet. Die oft zitierte Verwendung von Schwerspat (Baryt) im Glas ist inzwischen widerlegt worden und auch nicht technologisch begründbar.
Weitere Glashütten in der Nähe gab es im gesamten Lohrbachtal, in Jakobsthal sowie von Wiesthal bis Partenstein. Sie stellten nur einfaches Gebrauchsglas (Waldglas) her und wurden im 17. Jahrhundert geschlossen, da Kurmainz sich auf wenige Standorte – u. a. Weibersbrunn – zur Produktion hochwertigen Qualitätsglases konzentrierte. Bis ins 16. Jahrhundert fanden im Bächlesgrund am Pfingstmontag die Jahresversammlungen des 1406 gegründeten Bundes der Spessarter Glasmacher (Gleser uff (und) umb den Spethßar) statt, die Verstöße gegen die Zunftordnung in puncto Arbeitszeit, Produktionsbedingungen und Mengenbeschränkungen ahndeten.
An diese Ära erinnert heute – außer der Blasonierung im Wappen (s. o.) – nur noch eine stark verwitterte Skulptur eines Glasbläsers im Bereich des alten Bahnhofsgeländes.

### Wirtschaft einschließlich Land- und Forstwirtschaft
Es gab 2023 nach der amtlichen Statistik insgesamt 238 sozialversicherungspflichtig Beschäftigte am Arbeitsort. Sozialversicherungspflichtig Beschäftigte am Wohnort gab es insgesamt 939. Im verarbeitenden Gewerbe gab es keinen, im Bauhauptgewerbe einen Betrieb. Es gab im Jahr 2020 einen landwirtschaftlichen Betrieb.
Die Gemeindesteuereinnahmen betrugen im Jahr 2023 insgesamt 2.170.000 €.

### Tourismus

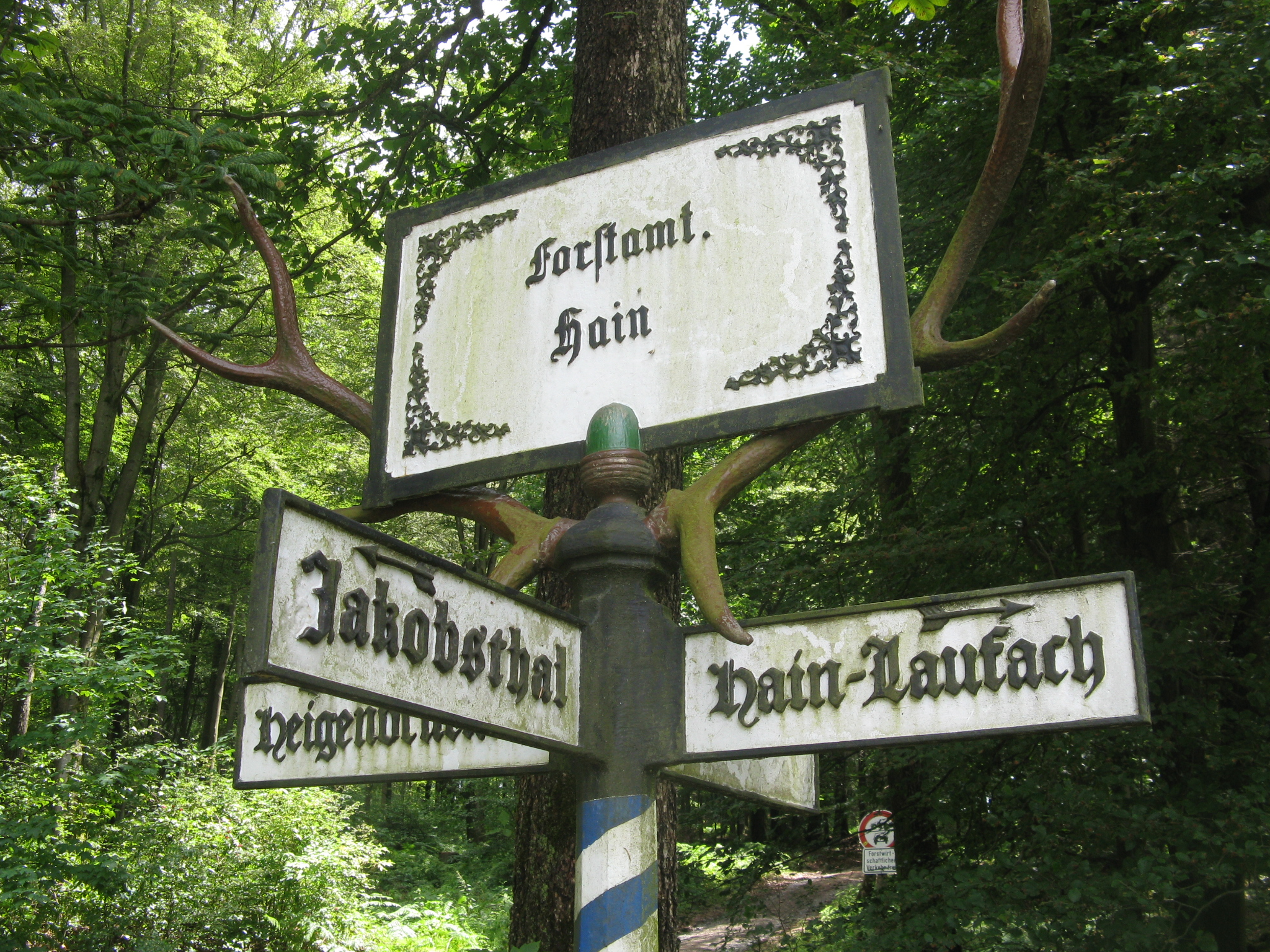
Wegweiser des 19. Jh. mit Hirschgeweih

Der Gemeindeteil Heigenbrücken ist ein staatlich anerkannter Luftkurort. Die gesamte Gemeinde liegt im größten zusammenhängenden Laubwaldgebiet Deutschlands und ist ein traditioneller Urlaubsort mit einer Vielzahl von Einrichtungen.
Der Fremdenverkehr in Heigenbrücken wurde bereits im 19. Jahrhundert durch den Eisenbahnanschluss (s. u.) ermöglicht. 1880 wurde der lokale Verein der Spessartfreunde gegründet, einer von mehreren Vorläufern des Spessartbundes. Ein aus dem 19. Jahrhundert erhaltener Wegweiser mit Hirschgeweih unterhalb des Pollasch (Parkplatz Hirschhörner) an der Wegkreuzung Rothenbuch/Heigenbrücken/Hain-Laufach/Jakobsthal dokumentiert diese frühe Phase des Wandertourismus.
Eine Reihe von Beherbergungsbetrieben und Freizeiteinrichtungen (Schwimmbad) entstanden in den 1920er Jahren.
Zum zeitgenössischen Tourismus gehören die Freizeitanlage im Bächlesgrund mit Wildpark und großem Spielplatz sowie ein Kletterwald mit verschiedenen Parcours, das neue Naturschwimmbad, mehrere Kinderspielplätze und die beiden Wintersportgebiete Winterloch und Engländer (im Gemeindeteil Jakobsthal). Im Winter werden außerdem noch Langlaufloipen durch den Spessartwald gespurt.
Im Winterloch finden sich neben einem modernen Skilift die Reste einer von 1954 bis 1968 benutzten Skisprungschanze, der Adalbert Clausius Sprungschanze.
Heigenbrücken verfügt über zahlreiche Wandermöglichkeiten mit Rundwanderwegen, Fernwanderwegen und Lehrpfade für Wald und Wasser. Ein Nordic-Walking-Parcours, der Lehrpfad Kommunikationswald und ein Kulturweg (Archäologisches Spessartprojekt), der teilweise mit dem historischen Eselsweg zusammenfällt, ergänzen das Angebot.

### Verkehr

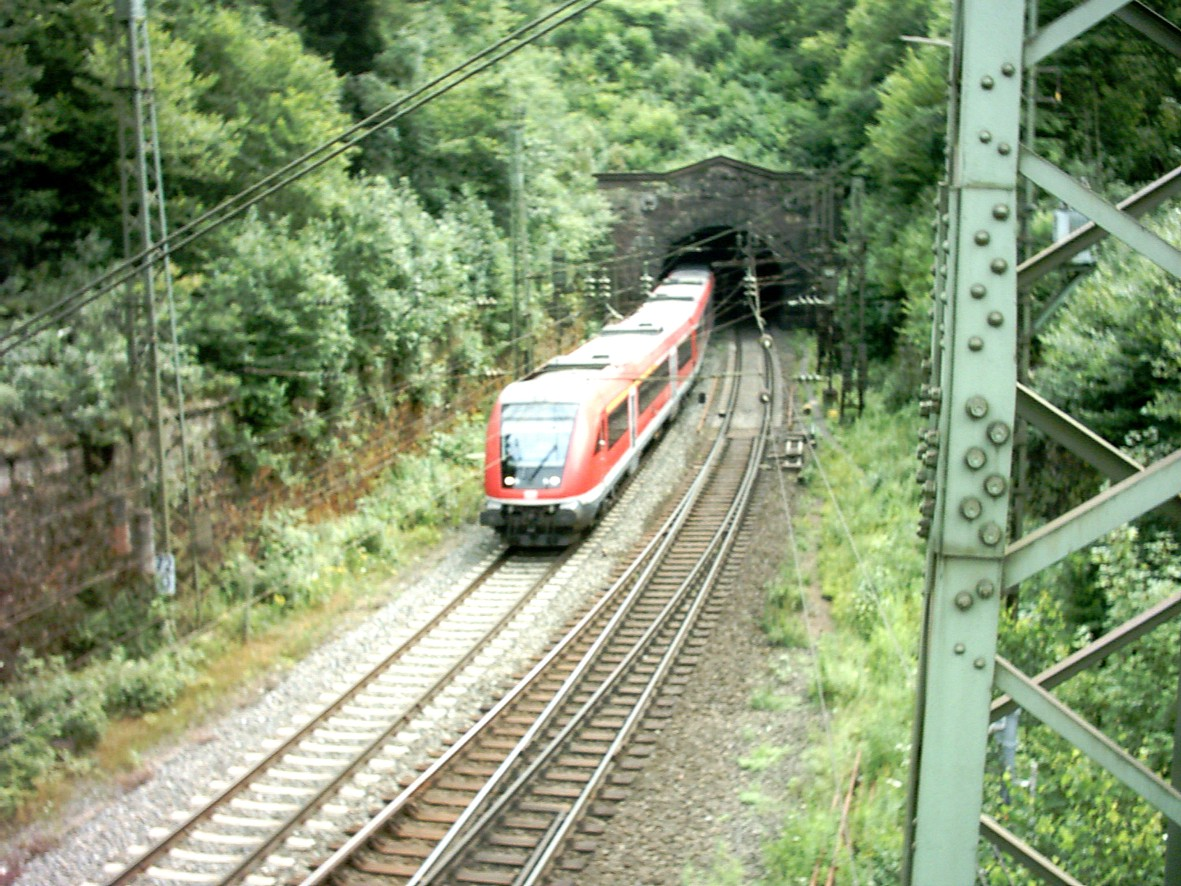
Portal des Schwarzkopftunnels in Heigenbrücken zu Betriebszeiten

Heigenbrücken liegt an der Bahnstrecke Würzburg–Aschaffenburg (Main-Spessart-Bahn). Der Haltepunkt wird in der Regel geweils zweistündlich von den Linien der Regionalexpresszüge Frankfurt (Main)–Würzburg und Frankfurt (Main)–Bamberg bedient, welche sich zum Stundentakt ergänzen. Zur Hauptverkehrszeit wird er ebenfalls von Regionalbahnen der Linie Gemünden (Main)–Aschaffenburg angefahren.

#### Eisenbahnhistorie
Der alte Bahnhof Heigenbrücken lag unmittelbar östlich des Scheiteltunnels der Spessartrampe, des Schwarzkopftunnels (1850–1854), der auch im Gemeindewappen abgebildet ist. Das Empfangsgebäude wurde nach Plänen von Gottfried von Neureuther 1857 errichtet. Am 15. Juni 2017 legte die Deutsche Bahn den Bahnhof zusammen mit der alten Spessartrampe still und nahm am 19. Juni 2017 einen neuen Haltepunkt Heigenbrücken in Betrieb. Dieser befindet sich 1,5 Kilometer östlich des früheren Bahnhofs direkt am Ostportal des Falkenbergtunnels (2623/2619 m). Aus eisenbahnsignaltechnischer Sicht lag der 925 m lange Schwarzkopftunnel innerhalb des Bahnhofes Heigenbrücken. Diese Besonderheit resultierte aus dem zwischen Laufach und Heigenbrücken durchgeführten Nachschiebebetrieb: Schwere Güterzüge machten im Bahnhof Laufach Halt, eine Schiebelokomotive setzte sich hinter den Zug und unterstützte die Zuglok so bei der Bewältigung der Spessart-Rampe, die im steilsten Abschnitt eine Steigung von 1:47 (etwa 21 ‰) aufwies. Der Tunnel selbst war nahezu steigungsfrei ausgeführt. Unmittelbar vor dem Tunnelportal verließ die Schiebelok den Güterzug, der auf seiner Fahrt in Richtung Gemünden nun die schwerste Steigung bewältigt hatte. Damit die Schiebelok nicht durch den Tunnel bis in den Bereich der Personenverkehrsanlage fahren musste (was zu einem Betriebshemmnis geführt hätte), war die Strecke auf der Aschaffenburger Seite des Schwarzkopftunnels so ausgeführt, dass sie wieder auf dem gleichen Gleis nach Laufach zurückkehren konnte. Die dafür erforderlichen Weichen gehörten noch zum Stellbereich der Stellwerksanlage Heigenbrücken, so dass der Bahnhof sich bis über den Schwarzkopftunnel hinaus erstreckte.
Zur Eröffnung des neuen Falkenbergtunnels am 19. Juni 2017 ging der Schwarzkopftunnel aufgrund der Neubauplanungen außer Betrieb. Der Nachschiebebetrieb wurde am 15. Juni 2017 beendet.
Zum Jahresende 2017 wurde der Tunnel vollständig verfüllt und anschließend zugemauert.
Heute existieren die Gleisanlagen im ehemaligen Bahnhofsgelände und die quer durch den Ort führende Strecke nicht mehr. Für das Gelände plant man eine Nachnutzung.

### Bildung
Es gibt folgende Einrichtungen (Stand: 2024):
- 1 Kindertageseinrichtung: 107 genehmigte Betreuungsplätze, 86 betreute Kinder
- 1 Grundschule: sechs Lehrkräfte, 122 Schülerinnen und Schüler

### Museen
Die Kristall-Stube (Bornackerweg 19) war ein privates Mineralienmuseum, in dem über 1000 Ausstellungsstücke aus allen Kontinenten besichtigt werden konnten. Besondere Attraktionen war der größte (zwei Meter hoch) Amethyst in einer Privatsammlung in Deutschland sowie der mit 7,4 Tonnen größte Rosenquarz in Deutschland.
Ein privat betriebenes kleines Motorradmuseum („Moppedscheune“) befindet sich in den Räumen der Dorfstraße 14. Ein zusätzlicher Ausstellungsraum ist seit Frühjahr 2008 schräg gegenüber eröffnet. Gezeigt werden Motorräder und Zubehör der 1930er bis 70er Jahre.

## Persönlichkeiten

### Söhne und Töchter der Gemeinde
- Franz Joseph Engel (1867–1922), Altphilologe und Gymnasiallehrer
- Werner Wenzel (1937–2006), Unternehmer der Messwerkzeugbranche
- Günter Sprotte (* 1945), Anästhesist, Schmerztherapeut und Hochschullehrer, Entwickler der Sprotte-Kanüle zur Spinalanästhesie und Periduralanästhesie

### Personen mit Bezug zur Gemeinde
- Hans Wutzlhofer (1893–1969), in Heigenbrücken verstorbener Politiker
- Peter Winter (* 1954), Politiker und Aufsichtsratsvorsitzender der Raiffeisenbank Waldaschaff-Heigenbrücken
- Burkard Kunkel (* 1967), in Heigenbrücken aufgewachsener Jazzmusiker und Psychiater